# Розтоки (Вижницький район)
Розто́ки — село в Усть-Путильській сільській громаді Вижницького району Чернівецькій області України. Мешканці села — українці, котрі належать до етнографічної групи гуцулів.

## Географія
Неподалік від села розташовані знамениті Буковинські водоспади (до 18 м заввишки) та водоспад «Сіручок». У природному заказнику Буковинські водоспади є такі водоспади, як Ковбер, Сич, Нижній Гук, Ворота, Середній Гук, Великий Гук, Верхній Гук.

## Історія
Територія, на якій було засноване село, в часи середньовіччя входила до складу давньоруської держави — Київської Русі, пізніше Галицько-Волинської держави. З кінця XIV століття Буковина підпадає під владу Молдовського князівства. Перша письмова згадка про село датується 1501 роком. З 1775 — у складі Австрійської монархії, частина імперського краю Буковина. З 28 листопада 1918 року село, як і весь Буковинський край, окуповане Румунією. Водночас з 1918 по 1939 рік село перебувало у прикордонній зоні Румунії та II Речі Посполитої, кордон між якими пролягав річкою Черемош.
З 1940 року у складі УРСР. Вже 1941 року румуни, як союзники нацистської Німеччини, відновили свою окупаційну владу в селі, але лише до 1944 року.
З 1991 року село ввійшло у склад України.

## Символіка
Герб поділений на дві частини ламаною лінією у вигляді гір: синю і зелену. У синьому полі розміщено золоте тисове дерево. На зеленому полі розміщено золоту річку, яка розгалужується на окремі русла (герб є промовистим). 

## Населення
Згідно з переписом УРСР 1989 року чисельність наявного населення села становила 1362 особи, з яких 646 чоловіків та 716 жінок.
За переписом населення України 2001 року в селі мешкали 1492 особи.

### Мова
Розподіл населення за рідною мовою за даними перепису 2001 року:
| Мова       | Відсоток |
| ---------- | -------- |
| українська | 99,47 %  |
| російська  | 0,40 %   |
| молдовська | 0,07 %   |

## Відомі люди
- Матіос Марія Василівна — українська письменниця (поетеса, прозаїк), народний депутат України;
- Матіос Анатолій Васильович — український правник, головний військовий прокурор;
- Ткачук Юрій Савович — лицар Бронзового хреста бойової заслуги УПА;
- Нічай Михайло Миколайович — лицар Бронзового хреста бойової заслуги УПА;
- Данилюк Василь Степанович — український естрадний співак. Заслужений артист України (2008). Член творчої спілки «Асоціація діячів естрадного мистецтва України» (2009).
- Герман Костянтин Федорович — український мовознавець.

## Світлини

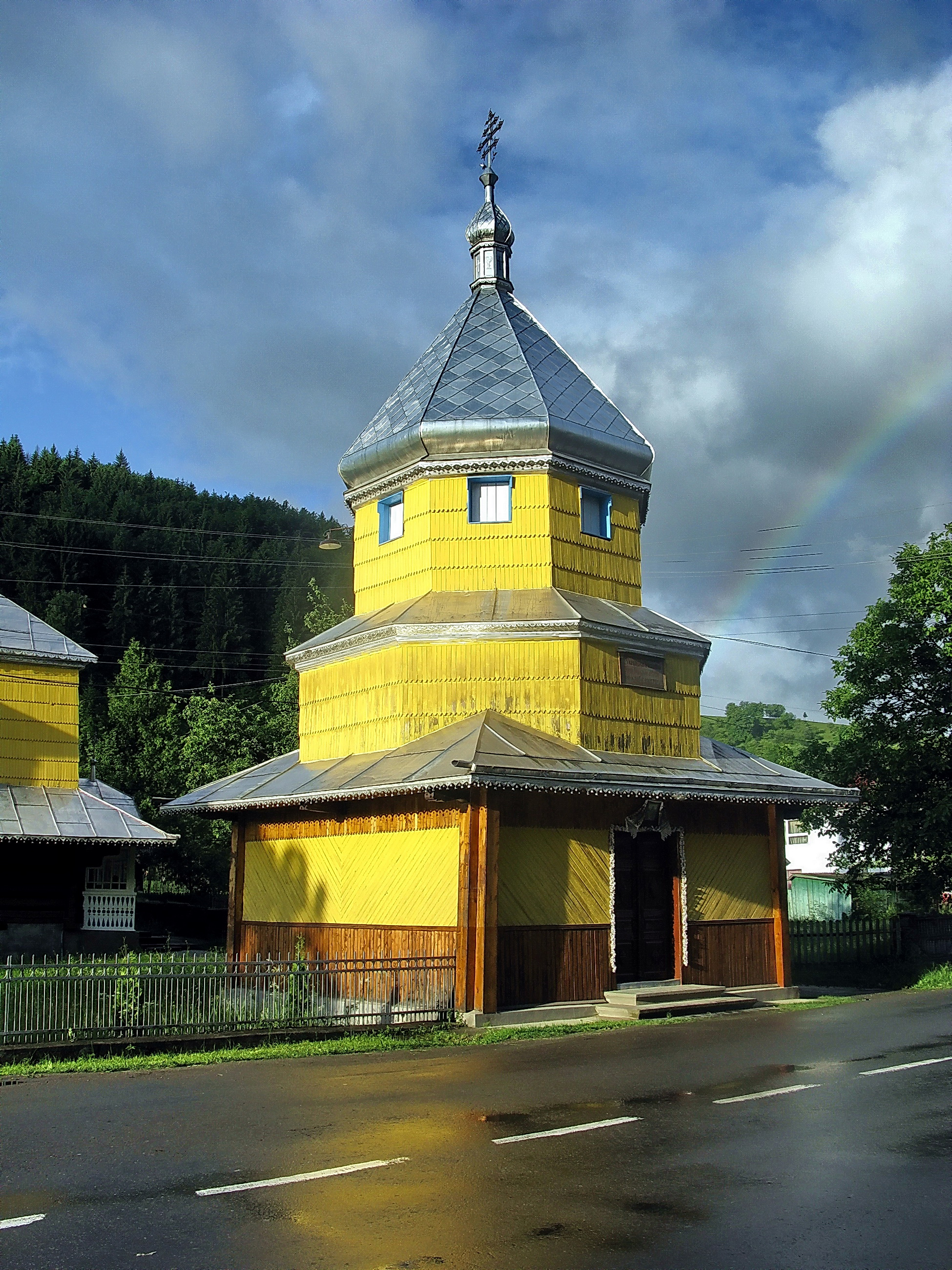
Дзвіниця Успенської церкви (дер.), Розтоки
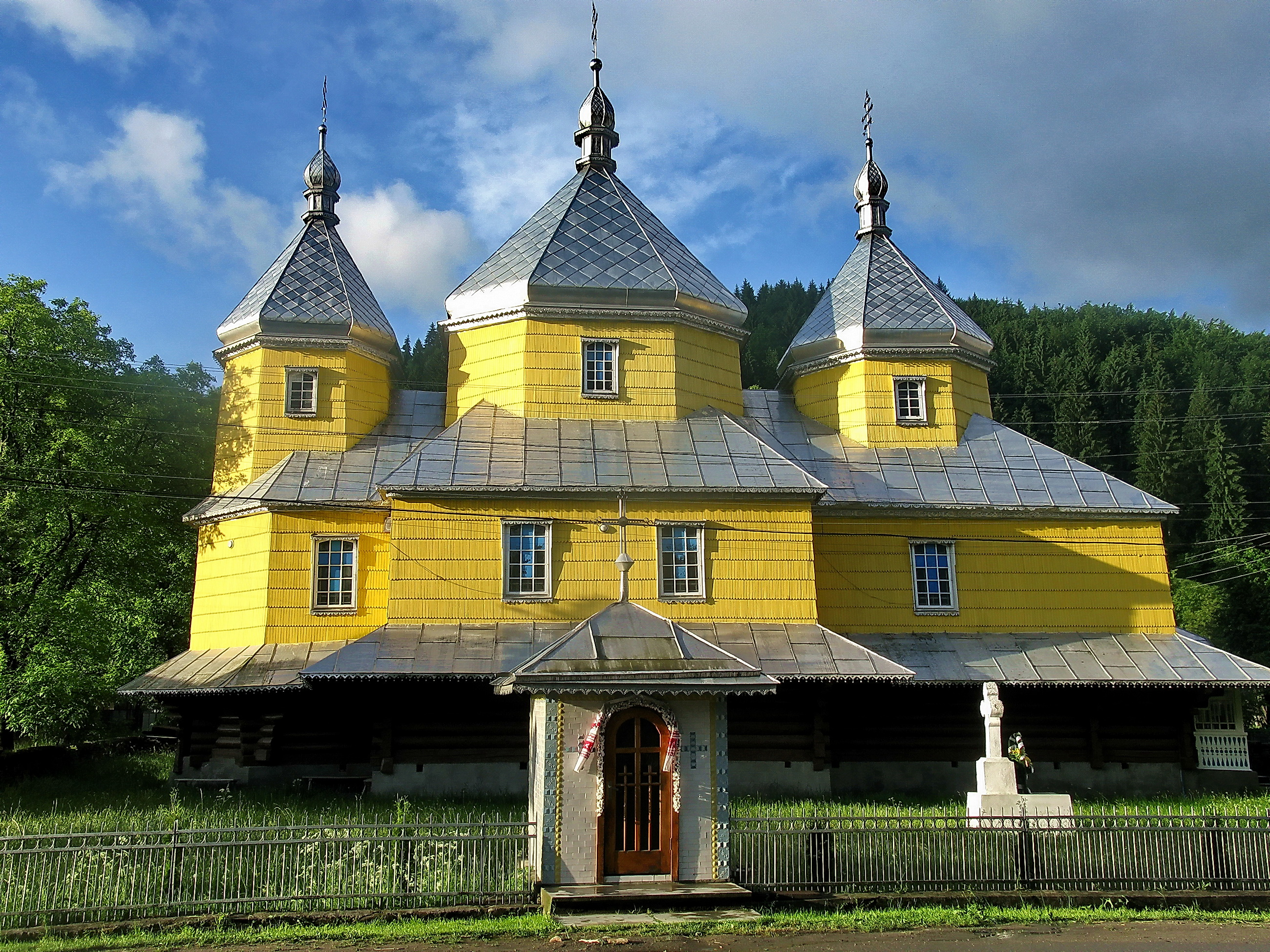
Успенська церква (дер.), Розтоки